# Länscellfängelset i Karlskrona

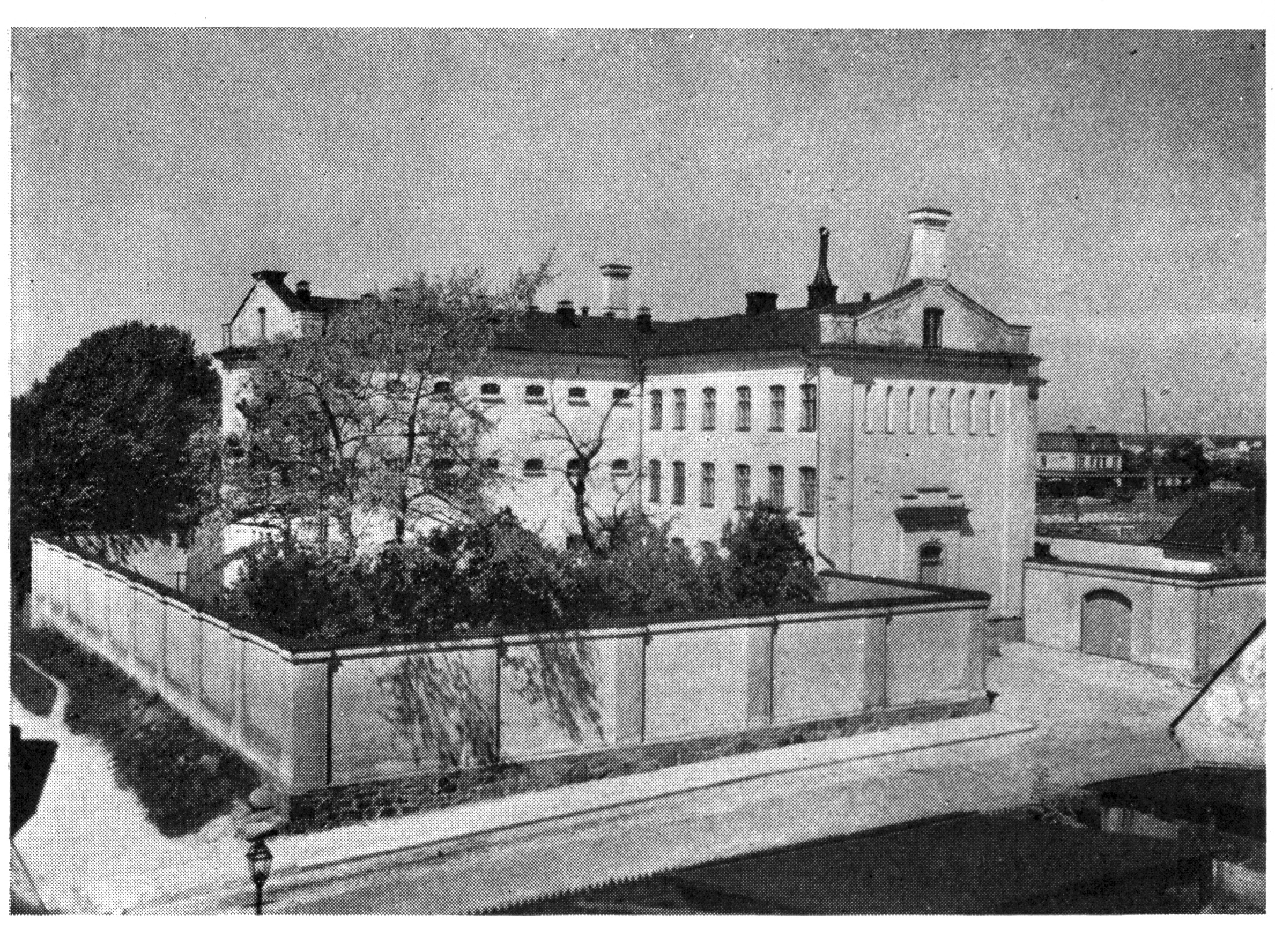
Straffängelset på 1930-talet

Länscellfängelset i Karlskrona, senare Straffängelset i Karlskrona och Anstalten Karlskrona, i folkmun kallad Vita Briggen, var ett cellfängelse, beläget vid Skeppsbron, som öppnades 1851 och lades ned 2010. Fastigheten står kvar men ingen verksamhet bedrivs för tillfället. Sedan nedläggningen har fastigheten innehållit en restaurang, numera nedlagd. Fastigheten har även föreslagits för friskoleverksamhet men aldrig nyttjats för det. 

## Historia
Anstalten var till utseendet likt de andra enrumsfängelser som uppfördes vid denna tid, som ett resultat av den fängelsereform som beslutats vid 1844 års riksdag. Byggnaden var i tre våningar, med 90 ljusa och 5 mörka celler. Den uppfördes 1847-1852 efter ritningar av Carl Fredrik Hjelm och byggnadskostnaden uppgick till 198 713 kronor.
Arbetsdriften på 1800-talet var de traditionella enklare sysslorna såsom säcksömnad, redning av drev och rensning av ärter. År 1907 började man med tillverkning och reparation av skor åt krigsmakten. Detta upphörde 1927 och ersattes av sömnad för kustartilleriet och olika legoarbeten.  
Anstalten stängdes tillfälligt 1992-1994 och öppnades därefter åter efter renovering för att definitivt stängas 2010.